# Wasserschloss Klaffenbach
Wasserschloss Klaffenbach – zamek wodny położony w Klaffenbach, dzielnicy miasta Chemnitz w Saksonii. Zamek w pobliżu rzeki Würschnitz był wcześniej także znany pod nazwą Zamek Neukirchen. Jest w Saksonii unikatowym przykładem zamku na wodzie w stylu renesansowym.

## Historia
Renesansowy Wasserschloß położony jest w Klaffenbach, dzisiejszej dzielnicy Chemnitz. Wcześniej znany był też pod nazwą Zamek Neukirchen. W 1555-1560 bogaty właściciel ziemski i mistrz mennicy po zakupie okolicznych ziem zbudował pomiędzy wioskami zamek. W 1615 roku zamek trafił w ręce późniejszych hrabiów von Taube. W 1819 zamek kupił bogaty kupiec ze Schneebergu. W 1926 roku dobra rycerskie zakupiła gmina Klaffenbach. Zamek stał się własnością gminy w 1934 roku. Od 1935 zamek zajmował Reichsarbeitsdienst, a po wojnie w latach 1947-1989 mieścił się tam dom wychowawczy dla dziewcząt. W latach 1991–1995 zamek został odnowiony dzięki pomocy fundacji europejskiej. Od wielu lat odbywają się na placu zamkowym różne koncerty i festyny. W 2002 i 2010 budynki zamkowe nawiedziła powódź. 

## Opis

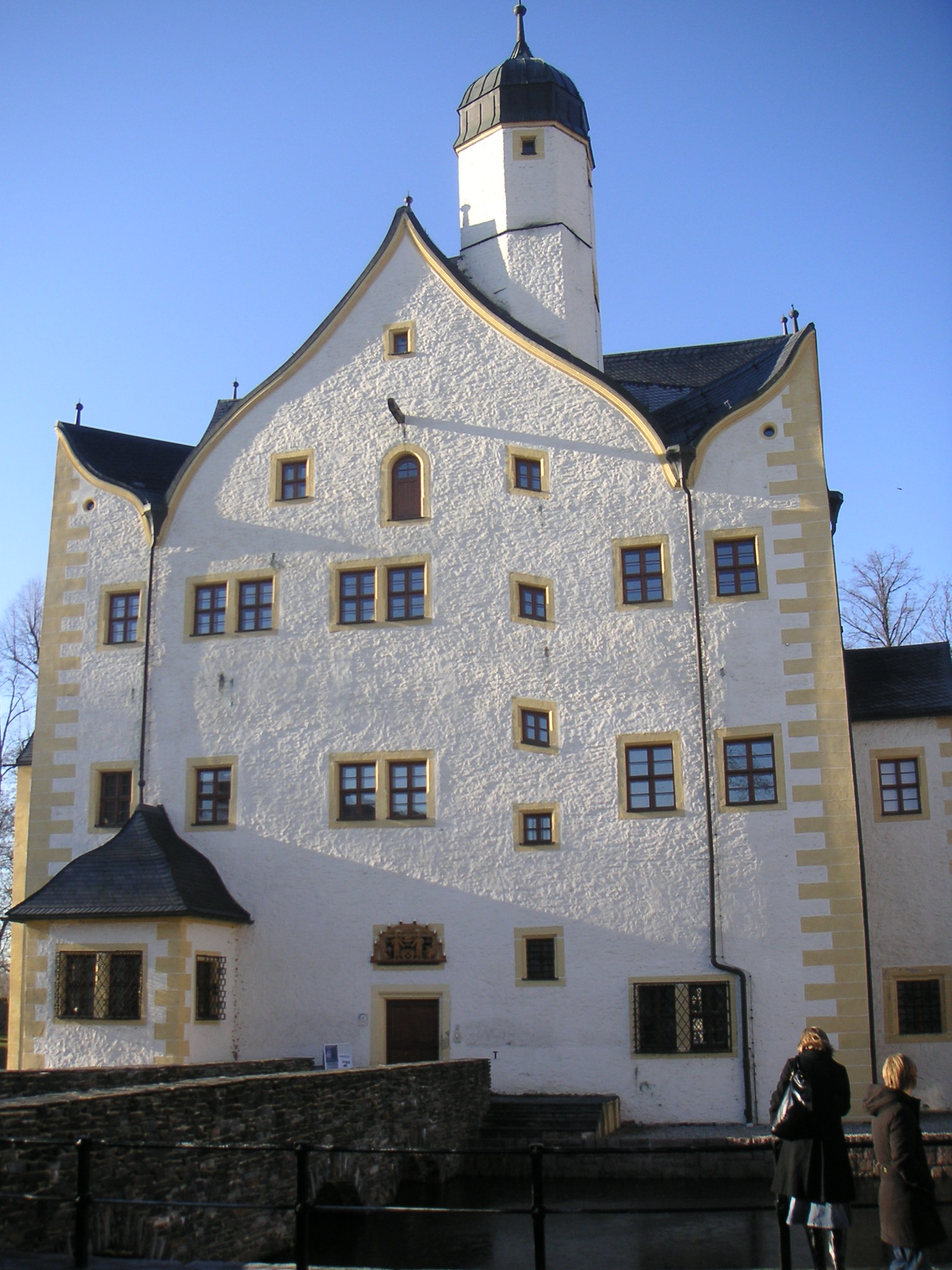
Wasserschloss Klaffenbach, strona wschodnia

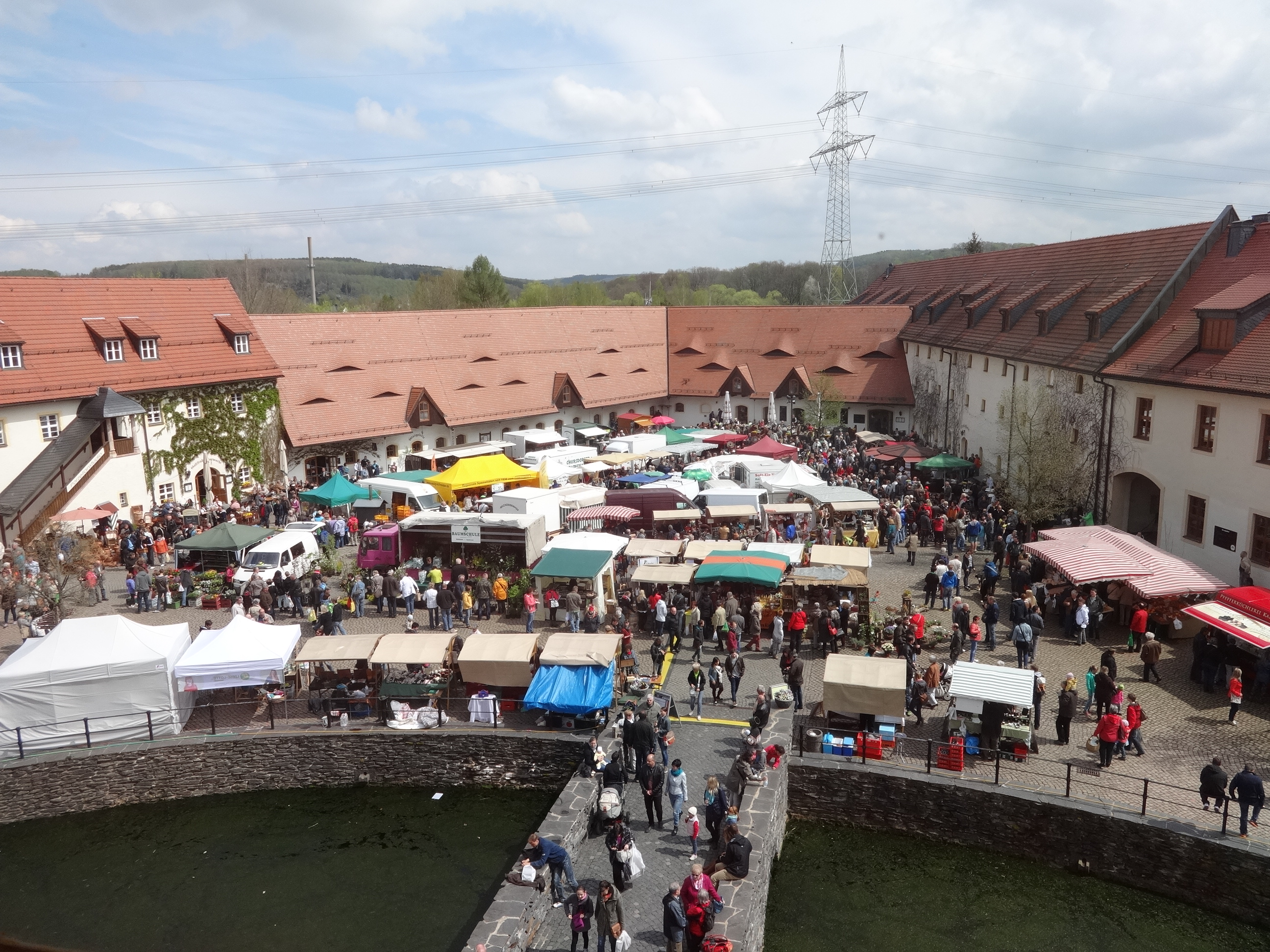
Zabudowa po wschodniej stronie zamku, widok na zamek

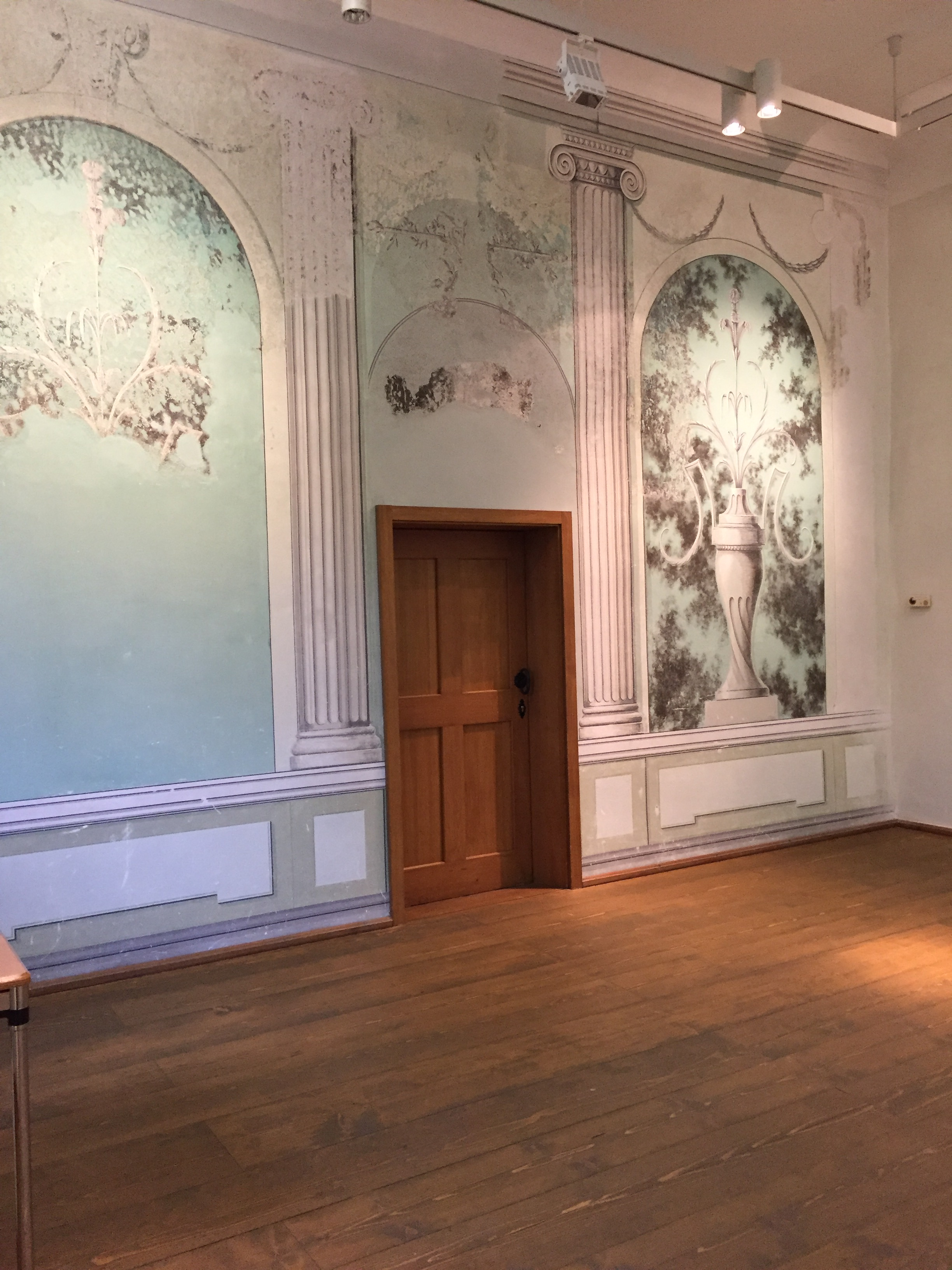
Zielony salon

Czteropiętrowy zamek jest otoczony fosą. Zamek ma efektowne elementy architektoniczne, łukowaty dach i kwadratowy kształt budynku. Na parterze mieści się informacja zamku, galeria-kawiarnia, mała sala i mala kaplica, gdzie odbywają się śluby. Kaplica w 1860 roku została przyozdobiona krzyżowym grzbietem łukowym i malowanym sklepieniem. W niej też znajduje się duży relief herbu Dietricha von Taube z 1616 roku, który niegdyś znajdował się u wejścia.
Sala konferencyjna i sala wystawowa na pierwszym piętrze są w stylu klasycystycznym; przestrzeń ta nazywana jest również „zielony salon”. Dietrich von Taube w XVII wieku dobudował drugie piętro. Imponujące są tam mury ścian i sufitu z ornamentami. Górne piętro służyło początkowo jako spichlerz, dziś jest to sala konferencyjna z małym podestem scenicznym.
Budynki gospodarcze zamykają główny plac w kształcie litery U. W nich znajduje się sklep z pamiątkami ręcznej roboty, złotnik obrabiający srebro, a także hotel i restauracja. Od 1995 do 2008 roku mieściło się tam też muzeum saskich samochodów, które dziś znajduje się w zabytkowym garażu Stern-Garagen w Chemnitz. W budynku znajduje się również Klub Golfowy Chemnitz GmbH & Co. KG.